# 팔길상

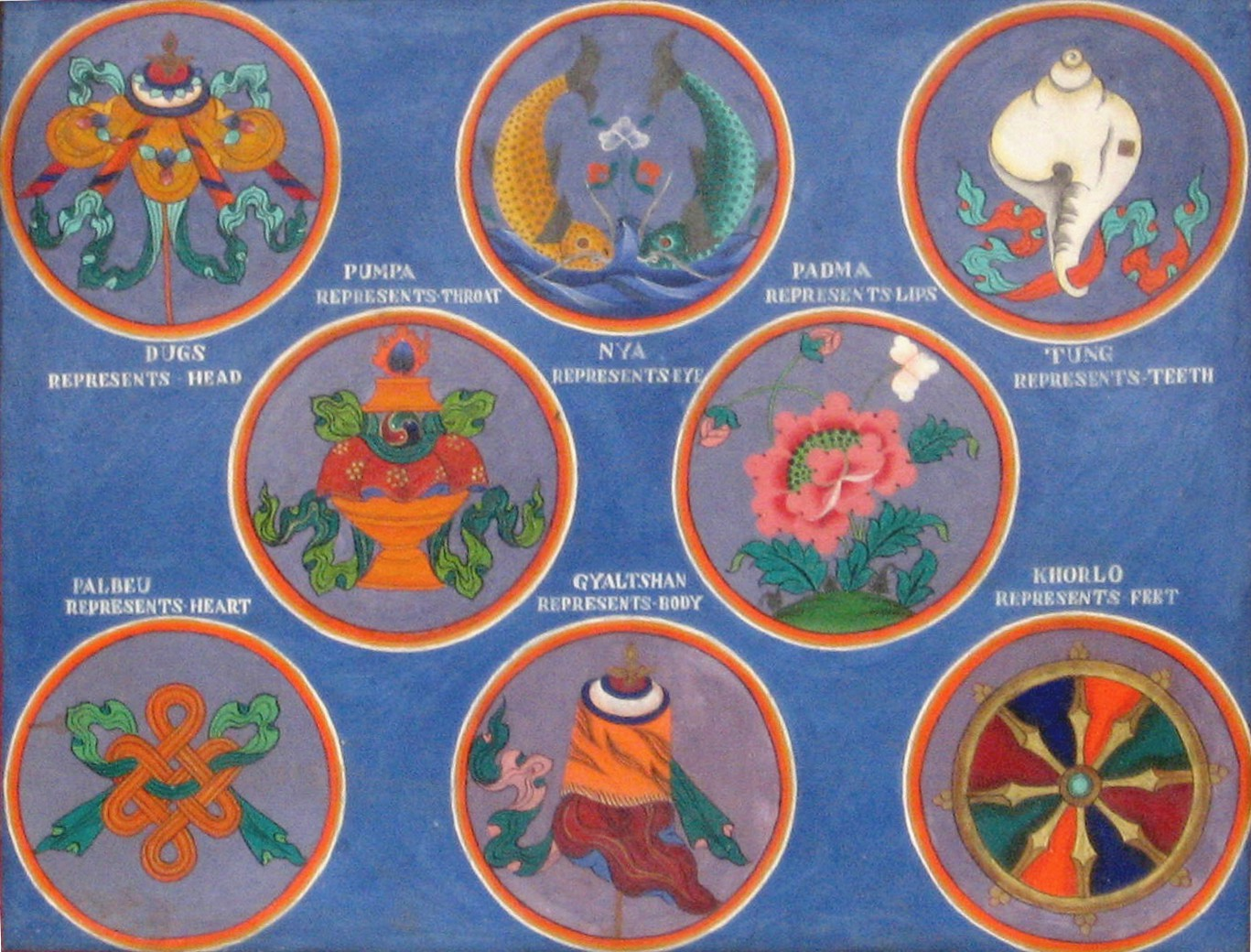
아슈타망갈라: 첫 번째 줄 (왼쪽에서 오른쪽으로): 양산, 황금 물고기 한 쌍, 소라; 두 번째 줄: 보물 단지, 연꽃; 마지막 줄: 끝없는 매듭, 승리 깃발과 바퀴.

아슈타망갈라(산스크리트어: अष्टमङ्गल)는 힌두교, 자이나교, 불교와 같은 여러 인도계 종교에서 다루어지는 팔길상(중국어: 八吉祥, bajixiang)의 신성한 세트이다. 이 상징 또는 "상징적 속성" (티베트문: ཕྱག་མཚན་, THL: chaktsen)은 이담이자 가르침의 도구이다. 이 속성(또는 에너지적 특징)은 깨달은 상속 (불교)의 자질을 가리킬 뿐만 아니라, 이러한 깨달은 "자질" (산스크리트어: 구나; 티베트문: ཡོན་ཏན་, THL: yönten)을 장식하는 투자이다. 아슈타망갈라의 여러 문화적 열거와 변형이 현존한다.

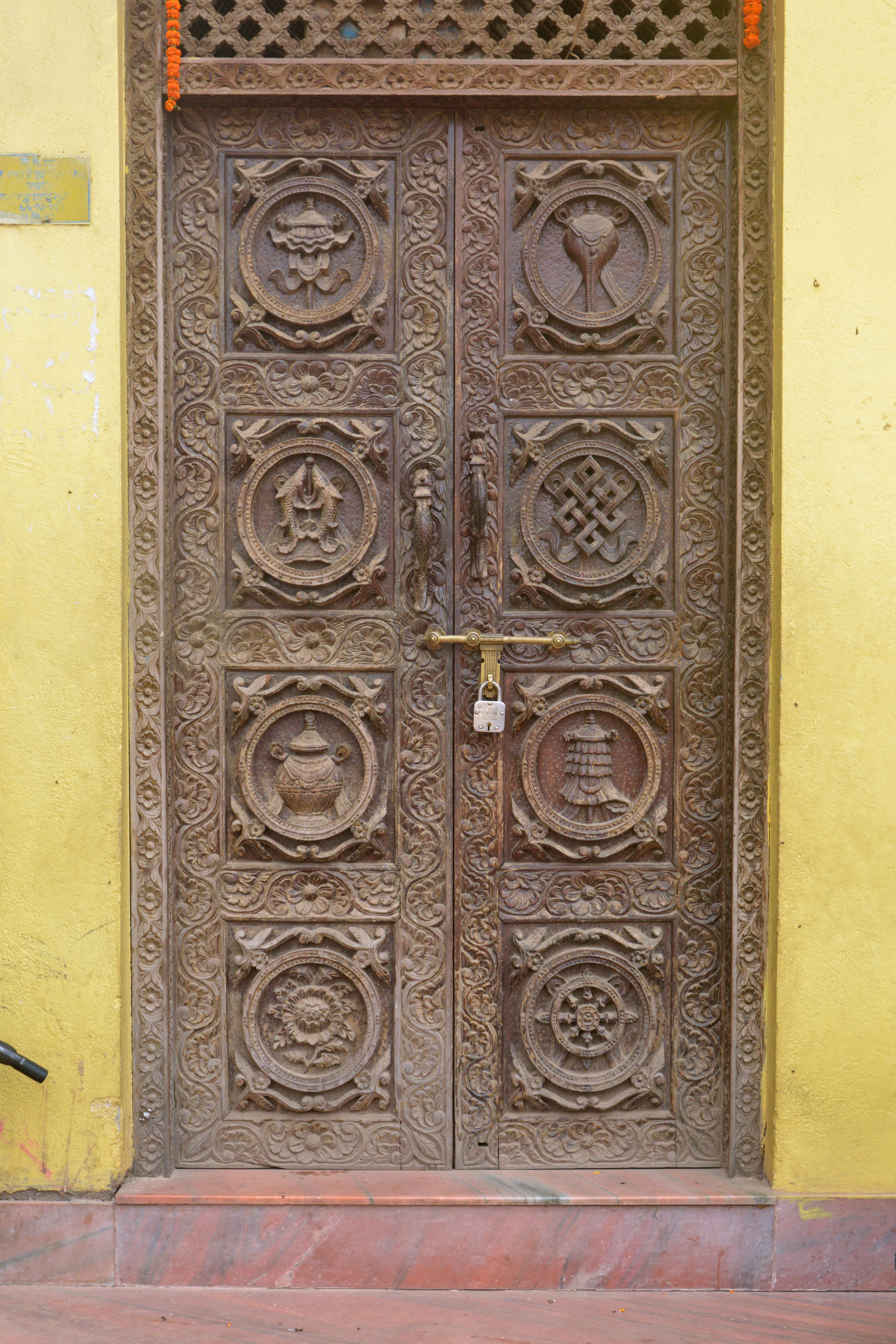
네팔의 여덟 길상(아슈타망갈라)이 새겨진 나무 문

## 불교
여덟 길상 상징의 집합은 원래 인도에서 왕의 즉위식이나 대관식과 같은 의식에서 사용되었다. 초기 상징 집합에는 어좌, 만자문, 손바닥 자국, 갈고리 매듭, 보석 병, 물 공양 병, 물고기 한 쌍, 뚜껑 있는 그릇이 포함되었다. 불교에서 이 여덟 길상 상징은 석가모니가 깨달음을 얻은 직후 신들이 올린 공양을 나타낸다.

티베트 불교도들은 가정과 공공 미술에서 특정한 여덟 길상 상징인 아슈타망갈라를 사용한다. 각 상징에 대한 일반적인 해석이 주어지지만, 다른 스승들은 다른 해석을 줄 수 있다:

### 소라

샹카

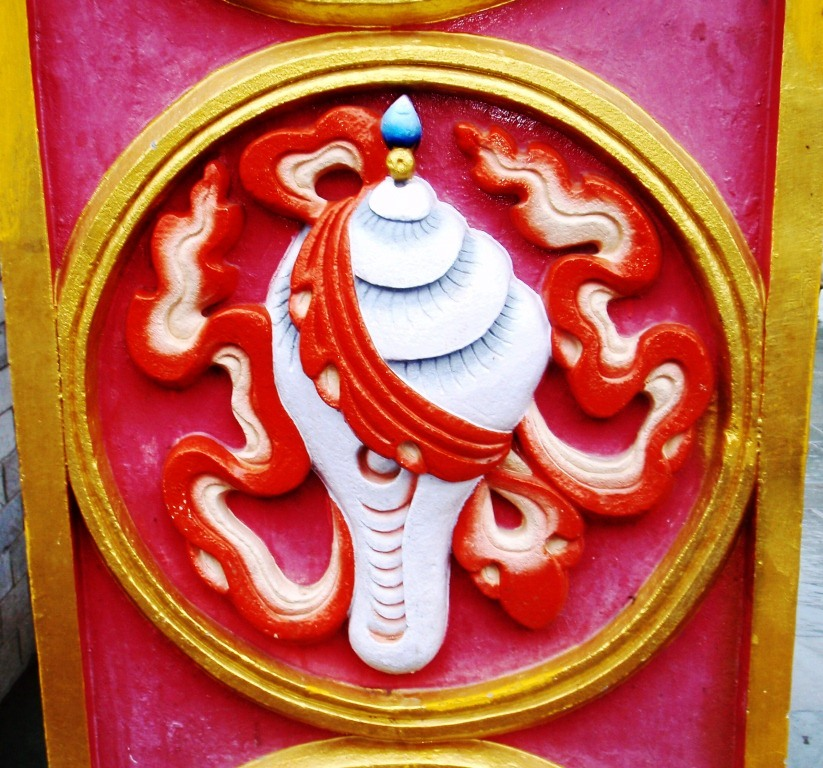
길상 상징 – 소라 레왈사르

오른쪽으로 감긴 흰색 고둥 껍질 (산스크리트어: śaṅkha; 티베트문: དུང་དཀར་གཡས་འཁྱིལ་, THL: dungkar yénkhyil)은 아름답고 깊고 감미로우며, 침투하고 널리 퍼지는 다르마의 소리를 나타낸다. 이 소리는 제자들을 무지의 깊은 잠에서 깨우고 타인의 복지를 위해 자신의 복지를 성취하도록 촉구한다.
소라 껍질은 원래 나팔이었던 것으로 생각된다; 고대 인도 신화 서사시는 영웅들이 소라 껍질을 가지고 다녔다고 전한다. 인도 신 비슈누도 소라 껍질을 주요 상징 중 하나로 가지고 있다고 묘사된다; 그의 소라 껍질은 "다섯 부류의 존재를 지배하는"을 의미하는 판차자냐라는 이름을 가졌다.

### 끝없는 매듭

끝없는 매듭

끝없는 매듭 (산스크리트어: śrīvatsa; 티베트문: དཔལ་བེའུ་, THL: pelbeu)은 "사랑을 상징하는 꼬인 올무로 표현되는 길상 표식"을 의미한다. 이는 만물의 궁극적인 통일성의 상징이다. 더욱이 이는 지혜와 자비의 얽힘, 종교 교리와 세속적 affairs의 상호 의존성, 지혜와 방법의 결합, 공 (불교) "공허함"과 연기 (불교) "상호 의존적 기원"의 불가분성, 그리고 깨달음에서 반야와 비 (불교)의 결합을 나타낸다 (참조: 남카). 이 매듭, 그물 또는 거미줄 비유는 또한 상호 침투에 대한 불교의 가르침을 전달한다. 또한 비슈누 신의 속성으로, 그의 가슴에 새겨져 있다고 전해진다. 역사적인 고타마 붓다의 가슴에 새겨진 유사한 스리밧사는 부처의 신체적 특징 목록 중 일부에서 언급된다.

### 황금 물고기 한 쌍

황금 물고기 한 쌍

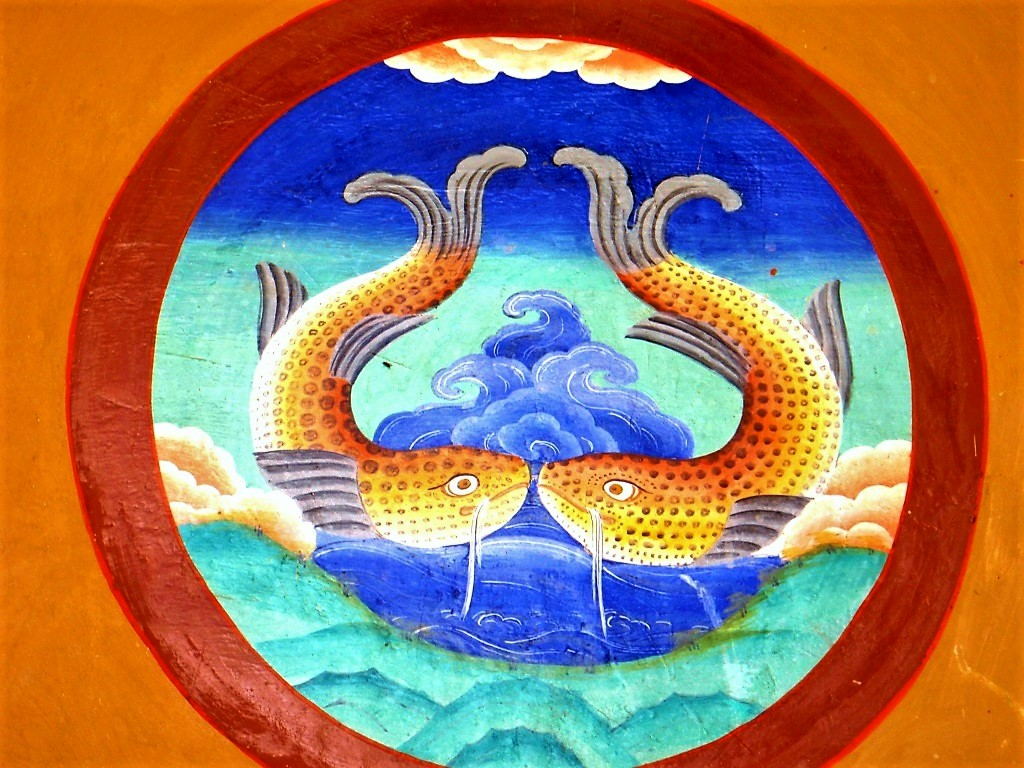
길상 상징. 두 황금 물고기. 리키르 수도원, 라다크.

두 황금 물고기 (산스크리트어: 가우르마트샤; 티베트문: གསེར་ཉ་, THL: sernya)는 윤회에 빠질 위험 없이 두려움 없는 상태에 있는 모든 유정의 길상함을 상징한다. 두 황금 물고기는 갠지스강과 야무나강의 나디, 프라나와 잉어와 연결되어 있다: 
두 물고기는 원래 인도의 두 주요 성스러운 강인 갠지스강과 야무나강을 나타냈다. 이 강들은 콧구멍에서 시작되어 호흡 또는 프라나의 교대 리듬을 운반하는 달과 태양의 통로와 관련이 있다. 이들은 힌두교, 자이나교, 불교 전통뿐만 아니라 기독교(물고기 상징, 오천 명을 먹인 일)에서도 종교적 의미를 지닌다. 불교에서 물고기는 물에서 완전히 자유로운 움직임을 가지므로 행복을 상징한다. 이들은 풍요와 풍요를 나타낸다. 종종 잉어 형태로 그려지며, 동양에서는 우아한 아름다움, 크기, 수명 때문에 신성하게 여겨진다.

### 연꽃

연꽃, 또는 파드마.

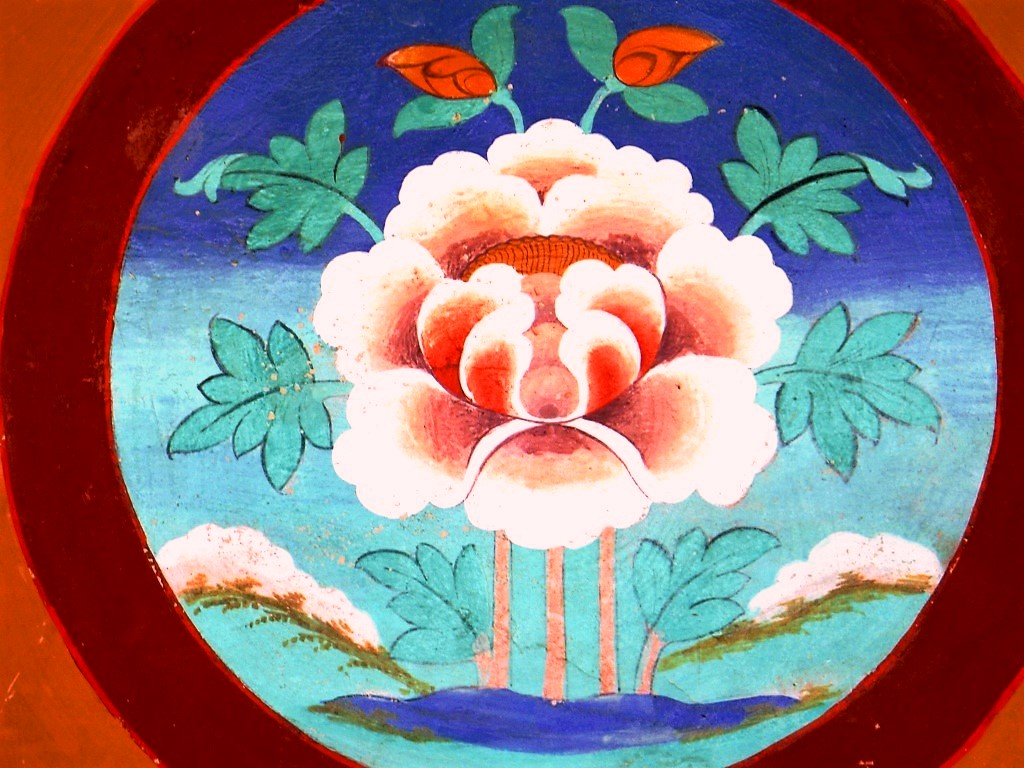
길상 상징. 연꽃 – 파드마. 리키르 수도원.

연꽃 (산스크리트어: 파드마; 티베트문: པདྨ, THL: péma)은 집착과 욕망의 진흙탕 위로 떠오르는 몸, 말, 마음의 원초적인 순수성을 나타낸다. 연꽃은 순수와 버림을 상징한다. 연꽃은 연못 바닥의 진흙에 뿌리를 두고 있지만, 그 꽃은 물 위에 깨끗하게 피어 있다. 불교의 연꽃 봉오리는 4, 8, 16, 24, 32, 64, 100, 또는 1,000개의 꽃잎을 가지고 있다. 같은 숫자는 신체의 '내부 연꽃', 즉 에너지 중심 (차크라)을 나타낼 수 있다.

### 양산

보석 박힌 양산

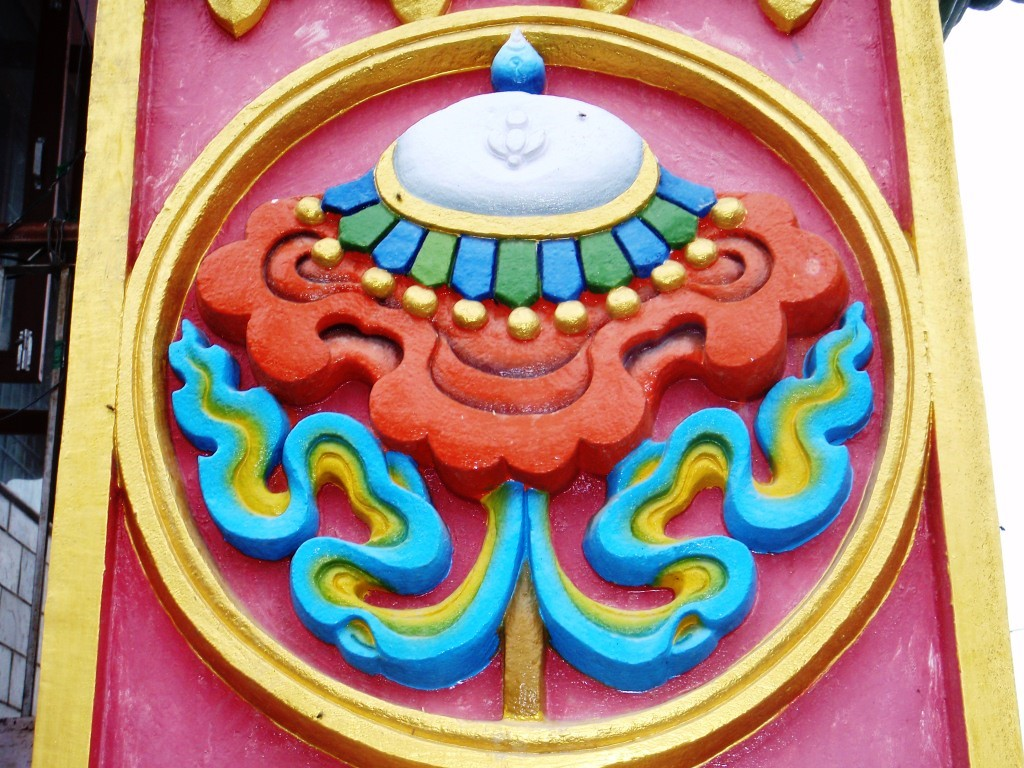
길상 상징 - 양산. 레왈사르.

보석 박힌 양산 (산스크리트어: 차트라라트나; 티베트문: རིན་ཆེན་གདུགས་, THL: rinchenduk)은 의식 기능에서 발다친 또는 캐노피와 유사하며, 해로운 힘과 질병으로부터 존재를 보호하는 것을 나타낸다. 이는 하늘의 캐노피 또는 창공을 나타내며, 따라서 공간과 아이테르 원소의 확장과 펼쳐짐을 나타낸다. 이는 사하스라라의 확장성, 펼쳐짐 및 보호적인 성질을 나타낸다: 모든 이들은 양산의 길상함 아래 다르마에 귀의한다.

### 단지

보물 단지

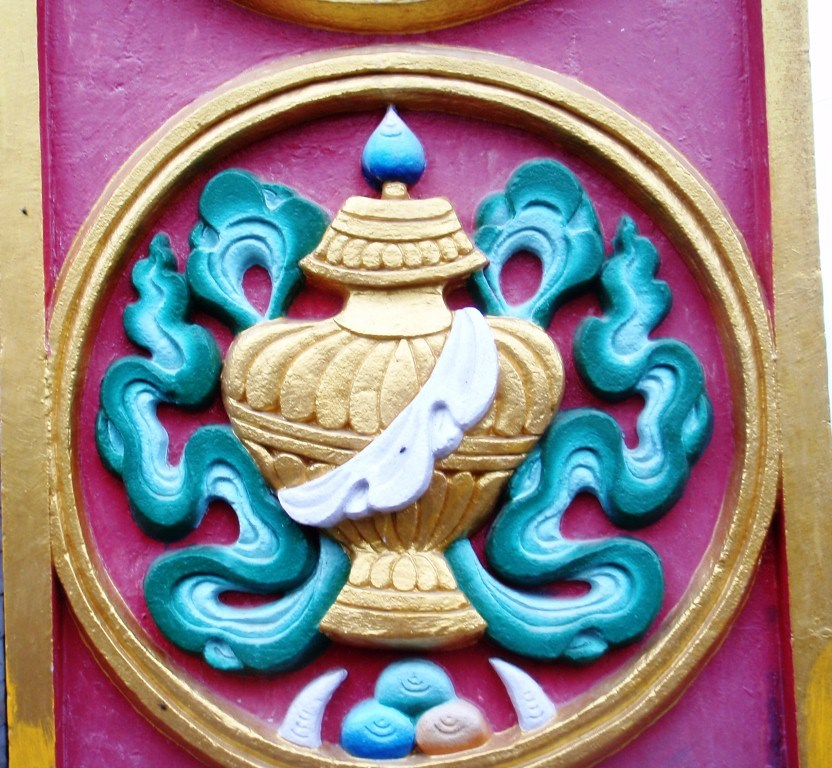
길상 상징 – 단지. 레왈사르.

보물 단지 (티베트문: གཏེར་ཆེན་པོའི་བུམ་པ་, THL: terchenpo'i bumpa)는 건강, 장수, 부, 번영, 지혜, 그리고 공간의 현상을 나타낸다. 보물 단지 또는 항아리는 다르마를 가르치는 부처의 무한한 자질을 상징한다: 그가 아무리 많은 가르침을 나누어도 보물은 결코 줄어들지 않았다.
보물 단지의 도상학적 표현은 종종 쿰바와 매우 유사하며, 상좌부 불교의 비구 또는 비구니에게 허용된 몇 안 되는 소유물 중 하나이다. 지혜의 항아리 또는 보물 단지는 많은 권능 부여 및 입문에서 사용된다.

### 법륜

법륜

법륜 또는 "법의 바퀴" (산스크리트어; 티베트문: ཆོས་ཀྱི་འཁོར་ལོ་, THL: chö kyi khorlo)는 고타마 붓다와 다르마 가르침을 나타낸다. 이 상징은 티베트 불교도들이 일반적으로 사용하며, 때로는 삼태극 (티베트어)의 내부 바퀴도 포함한다. 네팔 불교도들은 여덟 길상 상징에 법의 바퀴를 사용하지 않는다.
법륜 대신 부채가 탄트라적 현현을 상징하는 아슈타망갈라 중 하나로 사용될 수 있다. 이것은 야크 꼬리를 은색 막대에 붙여 만들며, 의식적인 낭송과 푸자에서 신들을 부채질할 때 사용된다. 마니차는 법륜의 모습을 취한다.

### 승리 깃발

다바자

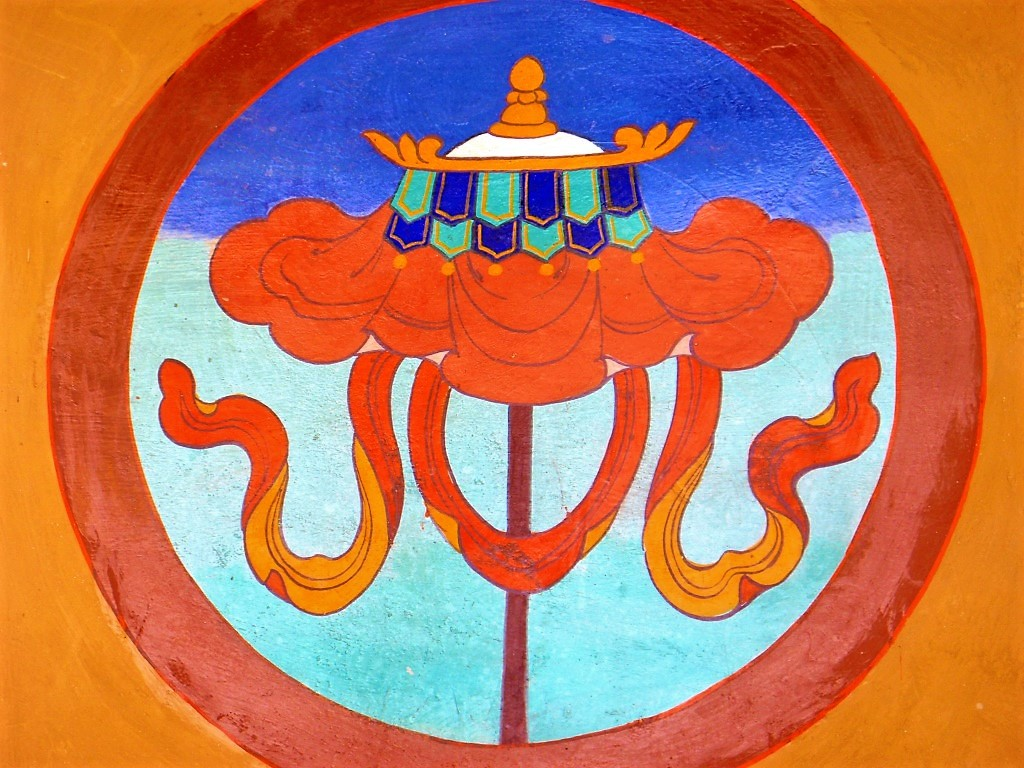
길상 상징 – 승리 깃발. 리키르 수도원.

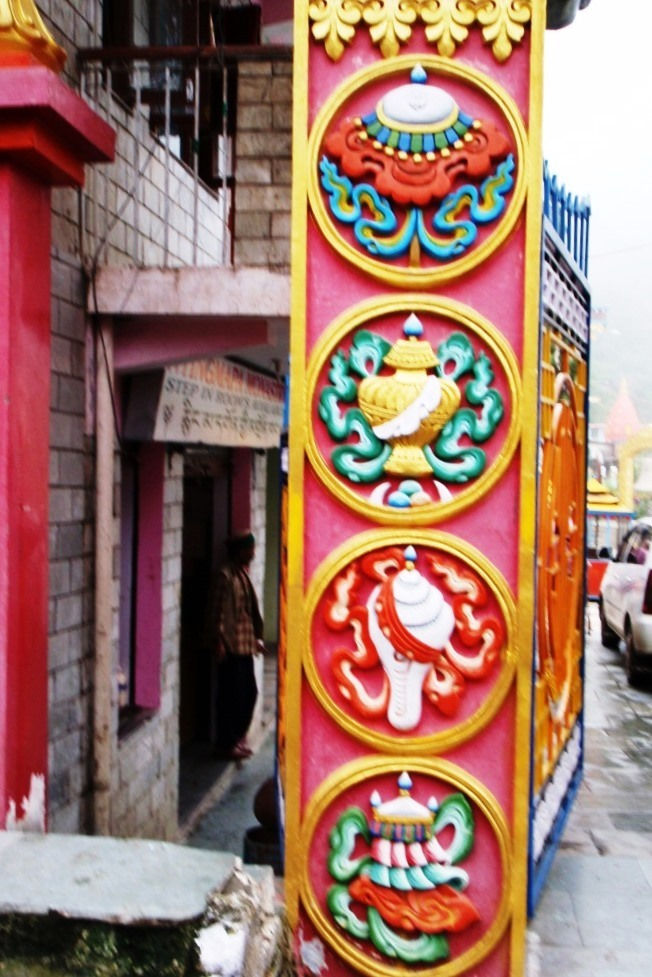
네 길상 상징. 만디.

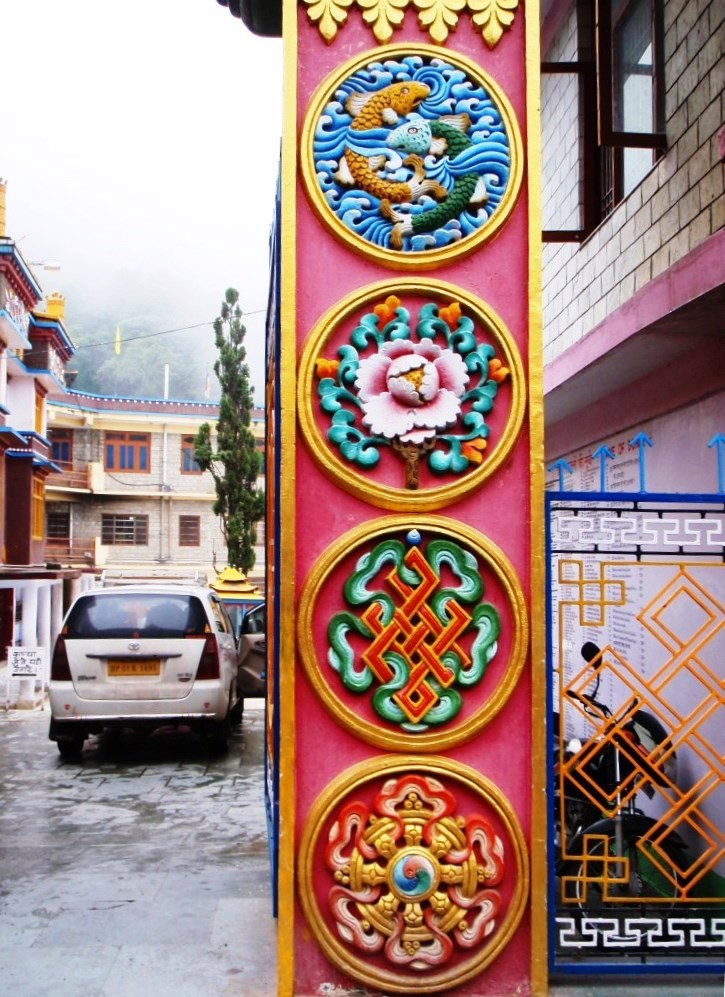
길상 상징. 만디.

다바자 (산스크리트어; 티베트문: རྒྱལ་མཚན་, THL: gyeltsen) "깃발, 깃대"는 고대 인도 전쟁의 군사 표준이었다. 이 상징은 깨달음의 길에 있는 네 마라 또는 장애물에 대한 부처의 승리를 나타낸다. 이 장애물은 교만, 욕망, 번뇌, 그리고 죽음의 두려움이다. 티베트 전통에서는 더러움을 극복하는 열한 가지 특정 방법을 나타내기 위해 열한 가지 다른 형태의 승리 깃발 목록이 제공된다. 티베트 수도원의 지붕에서 부처의 네 마라에 대한 승리를 상징하는 다양한 다바자의 디자인을 볼 수 있다. 깃발은 수도원과 사원 지붕의 네 모퉁이에 배치된다. 수도원 지붕에 놓인 원통형 깃발은 종종 두드린 구리로 만들어진다.

### 상징의 순서
다른 전통들은 여덟 상징을 다르게 배열한다.
다음은 네팔 불교의 여덟 길상 상징의 순서이다:
1. 끝없는 매듭
2. 연꽃
3. 다바자
4. 법륜 (네팔 불교에서는 부채)
5. 단지
6. 황금 물고기
7. 양산
8. 소라

중국 불교의 순서는 청나라 시대에 정의되었다.
1. 법륜
2. 소라
3. 다바자
4. 양산
5. 연꽃
6. 단지
7. 황금 물고기
8. 끝없는 매듭

## 힌두교
인도와 힌두교 전통에서 아슈타망갈라는 푸자, (힌두인의) 결혼식, 대관식과 같은 특정 행사에서 사용될 수 있다. 아슈타망갈라는 힌두교, 불교, 자이나교와 관련된 문헌에서 널리 언급된다. 이들은 장식 모티브와 문화 유물에서 묘사되어 왔다.
- 힌두교 전통은 다음과 같이 나열한다:
  - 사자 (라자)
  - 황소 (브리샤바)
  - 뱀 (나가)
  - 물병 (칼라샤)
  - 목걸이 (바이자얀티)
  - kettledrum (베리)
  - 부채 (비야자나)
  - 등불 (디파)[12]
- 힌두교 전통은 다음과 같이 나열한다:
  - 부채
  - 가득 찬 꽃병
  - 거울
  - elephant goad
  - 북
  - 등불
  - 깃발
  - 물고기 한 쌍.
- 목록은 장소, 지역, 사회 집단에 따라 다르다.

## 자이나교

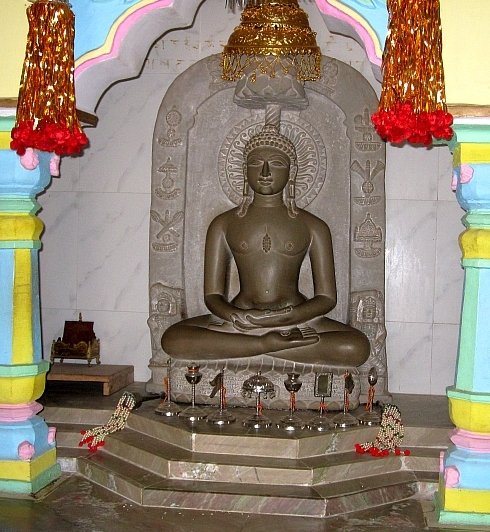
디감바라 전통에 따른 아슈타망갈라가 앞에 놓인 아디나트 이미지

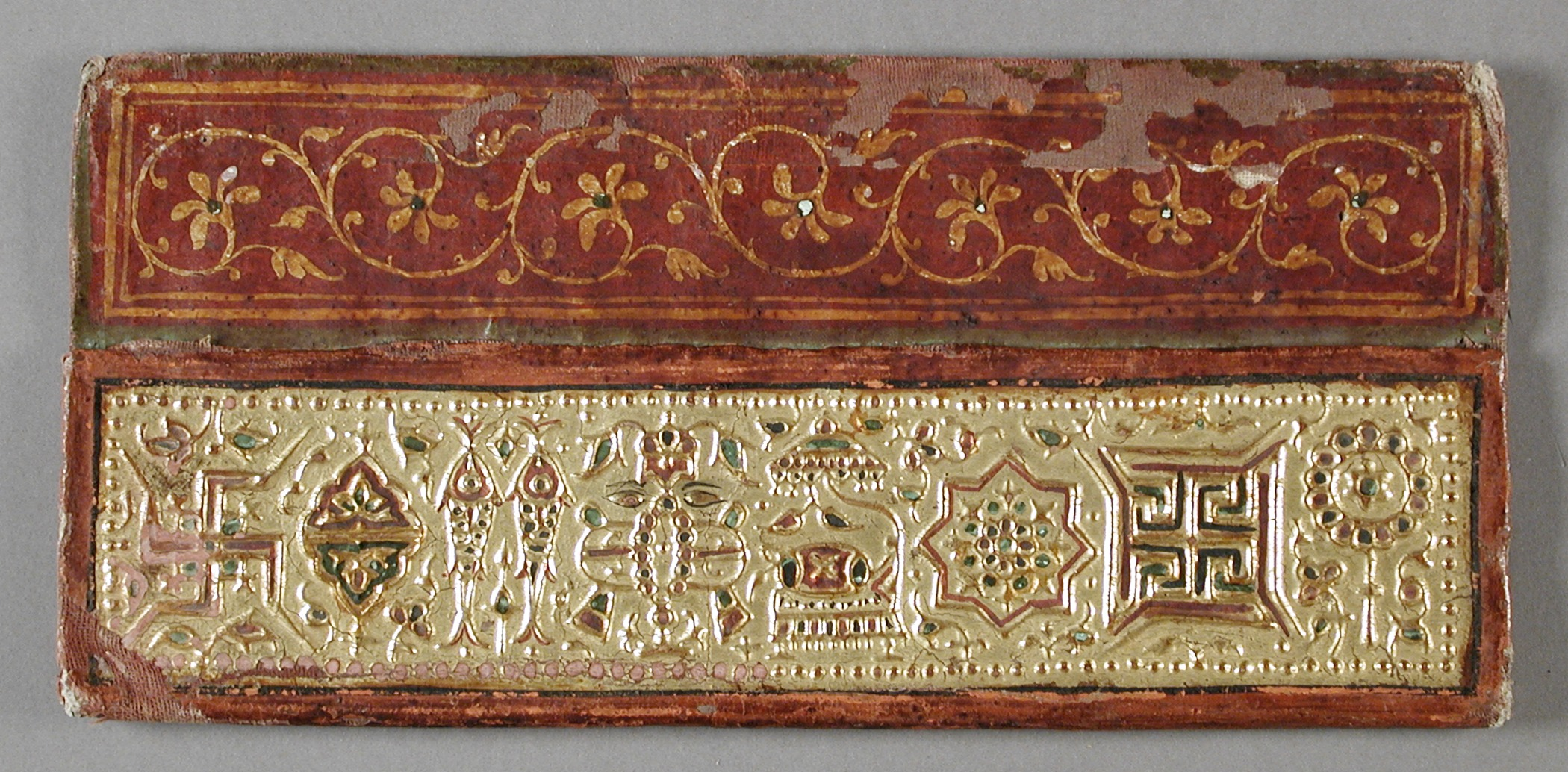
LACMA M.72.53.22에 있는 자이나교 필사본 표지의 아슈타망갈라 (슈베탐바라 전통에 따름)
(왼쪽부터) : 만자문, 바르드마나카 (음식 용기), 물고기 한 쌍, 칼라샤 (항아리), 바드라사나 (좌석), Srivatsa, Nandavarta, 다르판 (거울)

자이나교에서 아슈타망갈라는 여덟 길상 상징의 집합이다. 여덟 상징에 관해서는 다른 전통들 사이에 약간의 차이가 있다.
공의파 전통에서 여덟 상징은 다음과 같다:
1. 양산
2. 다바자
3. 칼라샤
4. 차마라
5. 거울
6. 의자
7. 부채
8. 용기

슈베탐바라 전통에서 여덟 상징은 다음과 같다:
1. 만자문
2. 스리밧사
3. Nandavarta
4. 바르드마나카 (음식 용기)
5. 바드라사나 (좌석)
6. 칼라샤 (항아리)
7. 다르파나 (거울)
8. 물고기 한 쌍

## 같이 보기
- Dzi bead
- Eight Treasures (중국 등가물)
- 도상학
- Mani stone
- Sandpainting

### 인용
1. 1 2 3  출처:  (접속일: 2008년 1월 18일) 보관됨 2008-01-13 - 웨이백 머신
2. ↑  출처: Dpal be'u
3. 1 2  Sarat Chandra Das (1902). Tibetan-English Dictionary with Sanskrit Synonyms. Calcutta, India: mainly used in buddhismBengal Secretariat Book Depot, p.69
4. ↑  Hyytiäinen, Tiina (2008). 〈The Eight Auspicious Symbols〉.   Saloniemi, Marjo-Riitta. 《Tibet: A Culture in Transition》. Vapriikki. 198쪽. ISBN 978-951-609-377-5.
5. ↑  출처: gser nya
6. ↑  Hyytiäinen, Tiina (2008). 〈The Eight Auspicious Symbols〉.   Saloniemi, Marjo-Riitta. 《Tibet: A Culture in Transition》. Vapriikki. 197쪽. ISBN 978-951-609-377-5.
7. ↑  Powers, John (2007). 《Introduction to Tibetan Buddhism: revised edition》. Snow Lion Publications. 23쪽. ISBN 978-1-55939-282-2.
8. ↑  Hyytiäinen, Tiina (2008). 〈The Eight Auspicious Symbols〉.   Saloniemi, Marjo-Riitta. 《Tibet: A Culture in Transition》. Vapriikki. 196쪽. ISBN 978-951-609-377-5.
9. ↑  Hyytiäinen, Tiina (2008). 〈The Eight Auspicious Symbols〉.   Saloniemi, Marjo-Riitta. 《Tibet: A Culture in Transition》. Vapriikki. 198–199쪽. ISBN 978-951-609-377-5.
10. ↑  Zhou Lili. "A Summary of Porcelains' Religious and Auspicious Designs." The Bulletin of the Shanghai Museum 7 (1996), p.133
11. ↑  Dictionary of Hindu Lore and Legend (ISBN 0-500-51088-1) by Anna Dallapiccola
12. ↑  Gopal, Madan (1990).  K.S. Gautam, 편집. 《India through the ages》. Publication Division, Ministry of Information and Broadcasting, Government of India. 70쪽.
13. ↑  Vyas 1995, 20쪽.
14. ↑  Titze & Bruhn 1998, 234쪽.